# Trung tâm Ngân Hà

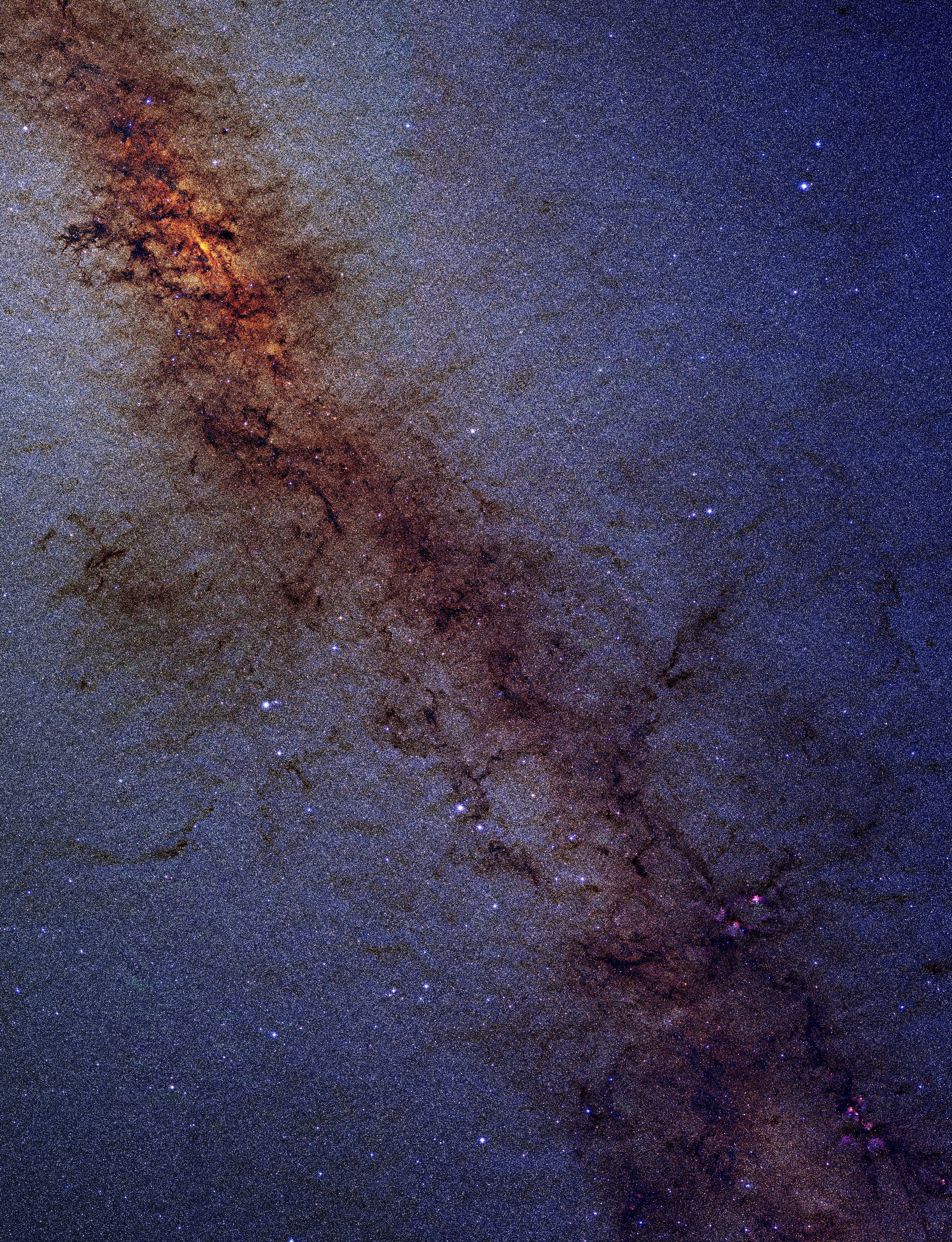
Trung tâm thiên hà, nhìn từ một trong những kính thiên văn hồng ngoại 2MASS, nằm ở phần sáng phía trên bên trái của hình ảnh.

Trung tâm Ngân Hà là tâm quay của thiên hà Ngân Hà; nó là lỗ đen siêu khối lượng có khối lượng 4,100 ± 0,034 triệu khối lượng Mặt Trời, cung cấp năng lượng cho nguồn vô tuyến nén Nhân Mã A*. Nó cách Trái Đất 8,2 ± 0,4 kilôparsec (26.700 ± 1.300 ly) theo hướng của các chòm sao Cung Thủ, Xà Phu, và Thiên Yết nơi dải Ngân Hà xuất hiện sáng nhất.
Có khoảng 10 triệu ngôi sao trong vòng một phần nghìn parsec của Trung tâm Thiên hà, phần lớn là sao khổng lồ đỏ, với một số lượng đáng kể các sao siêu khổng lồ và sao Wolf-Rayet bắt nguồn từ quá trình hình thành sao trong khu vực khoảng 1 triệu năm trước.

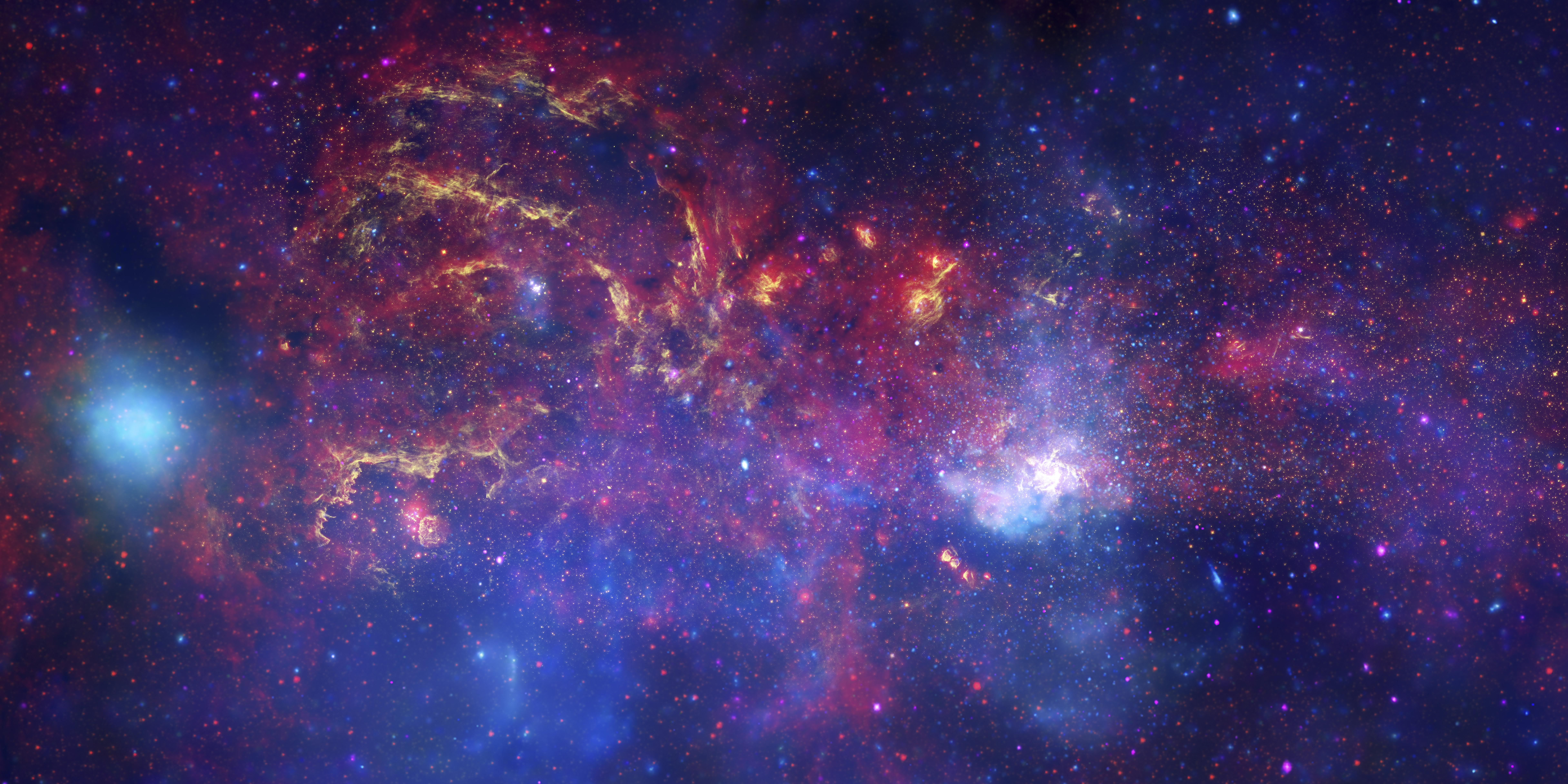
Một lỗ đen siêu khối lượng trong vùng sáng màu trắng ở bên phải tấm ảnh. Bức ảnh tổng hợp này bao gồm khoảng một nửa độ.

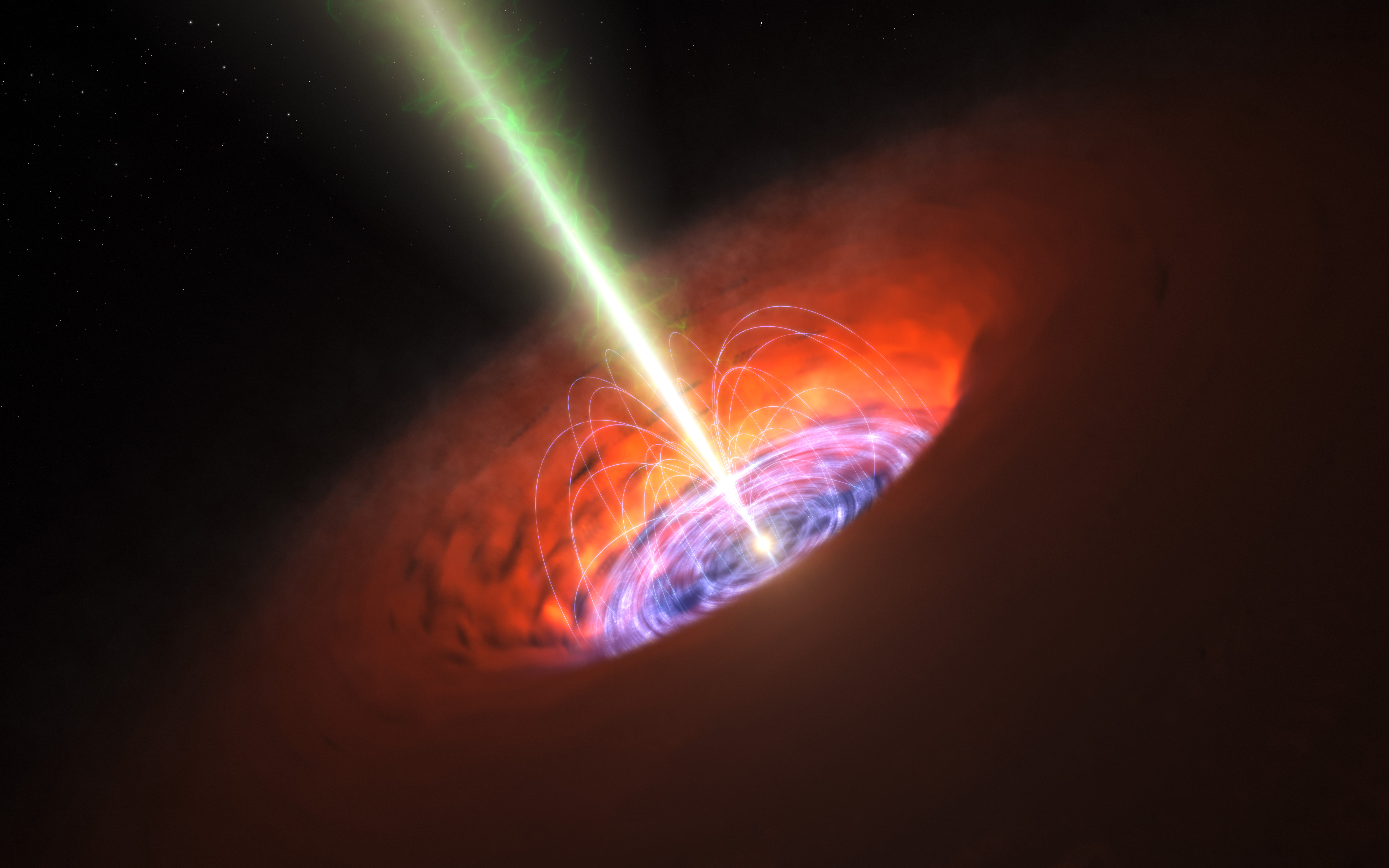
Hình minh họa của họa sĩ về lỗ đen siêu khối lượng ở trung tâm thiên hà